# Selenogonus
Selenogonus es un género extinto de pecarí, que son mamíferos artiodáctilos omnívoros americanos cercanamente emparentados con los cerdos pero que pertenecen a su propia familia, Tayassuidae. La única especie reportada, Selenogonus narinoensis, de la que se ha descubierto un único fragmento posterior de la mandíbula inferior, fue descubierta en Cocha Verde por el paleontólogo español José Royo y Gómez, cerca de la carretera de Túquerres-Tagua en el departamento de Nariño, en el sur de la actual Colombia, en sedimentos que tendrían una edad probable del Plioceno superior, lo que lo haría uno de los primeros registros de su familia en Suramérica, tras el Gran Intercambio Biótico Americano. Más tarde Ruben A. Stirton en 1946 clasificó este resto fósil como un nuevo género y especie, junto al roedor dinómido Gyriabrus royoi.
Sin embargo, aún no es clara su datación geológica e inclusive su estatus como género válido está por confirmarse.